# Хиросима Биг Арч
«Хиросима Биг Арч» (яп. 広島ビッグアーチ) — стадион, расположенный в городе Хиросима, префектура Хиросима, Япония. Является домашней ареной клуба Джей-лиги «Санфречче Хиросима». Стадион вмещает 50 000 зрителей и был открыт в ноябре 1992 года.

## История
Стадион был открыт в сентябре 1992 года в рамках подготовки к проведению Кубка Азии по футболу. Стадион стал одним из 3-х, принимавших матчи финального турнира того Кубка Азии. На стадионе «Хиросима Биг Арч» состоялся и финальный поединок между Японией и Саудовской Аравией, в котором хозяева взяли верх со счётом 1-0 и стали в первый раз в своей истории стали чемпионами Азии по футболу.
Стадион также принимал у себя Летние Азиатские игры 1994.

## Транспорт
- Метрополитен Хиросимы: 5 минут пешком от станции Коики-коэн-маэ.